# Маккрэкен, Джозайя
Джозайя Кэлвин Маккрэкен (англ. Josiah Calvin McCracken; 30 марта 1874, Линкольн, Теннесси — 15 февраля 1962, Филадельфия, Пенсильвания) — американский легкоатлет, серебряный и бронзовый призёр летних Олимпийских игр 1900.
Джозайя Маккрэкен родился в округе Линкольн, штат Теннесси 30 мая 1874 года. Он обучался в Пенсильванском университете, и занимался лёгкой атлетикой и американским футболом.
На Играх Маккрэкен участвовал во всех метательных дисциплинах. В толкании ядра он занял второе место с результатом 12,85 м. В метании молота он стал третьим, метнув снаряд на 43,58 м. В метании диска он занял только десятое место с расстоянием в 32,00 м.
После Игр он долгое время работал в Китае. Умер в Филадельфии 15 февраля 1962 года.